# Bijzijn
Bijzijn was een landelijk vakblad voor verpleegkundigen en verzorgenden.
Het blad verscheen maandelijks in een oplage van 12.000. Bijzijn startte in 1987 als Verpleegkunde Nieuws en werd toen gratis verspreid onder verpleegkundigen en verzorgenden. Sinds 1993 geldt een abonnementsprijs en sinds 1 januari 2006 werd de nieuwe naam gevoerd. Het blad richtte zich op vakinhoudelijke ontwikkelingen op het gebied van verpleegkunde. 
Sinds november 2011 is Bijzijn veranderd in Bijzijn XL, een educatief magazine voor verpleegkundigen en verzorgenden, dat ook met e-learning werkt. In december 2017 verscheen het laatste exemplaar en ging het blad op in het tijdschrift Nursing.
Bijzijn werd uitgegeven door Bohn Stafleu van Loghum, onderdeel van Springer in Houten.
Samen met het AMC in Amsterdam en de Hogeschool van Amsterdam organiseerde Bijzijn sinds 1999 de jaarlijkse Anna Reynvaan Lezing, uitgesproken door een belangrijke internationale verpleegkundige. Vanaf 2018 wordt die rol overgenomen door het tijdschrift TvZ.